# Lime Acres
Lime Acres – miejscowość w Południowej Afryce, w prowincji Przylądkowej Północnej. Leży w gminie Kgatelopele, w dystrykcie ZF Mgcawu, około 130 km na północny wschód od miasta Kimberley i 220 na wschód od Upington. Lime Acres zajmuje powierzchnię 70,37 km². Według spisu ludność przeprowadzonego w 2011 znajdowało się tu 1757 gospodarstw domowych i zamieszkiwało 4408 osób, spośród których 59,44% to czarni Afrykańczycy, 21,80% Koloredzi a 18,22% biali. 40,87% ludności posługiwała się językiem tswana, 40,25% afrikaans, a 6,13% angielskim.
W Lime Acres jest miejscowością górniczą. Znajdują się tu bogate złoża wapienia. 2 km na południe zlokalizowana jest kopalnia diamentów Finsch. Lokalne zasoby eksploatują firmy PPC Lime i Petra Diamonds.